# Maroua Ibrahmi
Maroua Ibrahmi (in arabo مروى براهمي‎?; Gafsa, 19 settembre 1988) è un'atleta paralimpica tunisina specializzata nel getto del peso e nel lancio della clava. Compete nella categoria F32.

## Biografia
Affetta da paralisi cerebrale infantile, iniziò a praticare l'atletica leggera nel 2008, all'età di 20 anni. Nel 2011 prese parte per la prima volta ai campionati del mondo paralimpici di Christchurch, dove si laureò campionessa mondiale nel lancio della clava F31/32/51 e si classificò undicesima nel getto del peso F32-34. L'anno successivo partecipò ai Giochi paralimpici di Londra, dove si classificò terza nel getto del peso F32-34 e prima nel lancio della clava F31/32/51.
Ai mondiali paralimpici di Lione 2013 raggiunse la quarta posizione nel getto del peso F32-34, mentre nella gara del lancio della clava F31/32/51 si aggiudicò la medaglia d'oro e il record mondiale per la categoria F32. Ai mondiali paralimpici di Doha 2015 fu invece medaglia d'oro sia nel getto del peso che nel lancio della clava F32.
Nel 2016 registrò il nuovo record mondiale (e paralimpico) nel lancio della clava F32 ai Giochi paralimpici di Rio de Janeiro con la misura di 26,93 m e fu campionessa olimpica anche nel getto del peso F32. L'anno successivo, ai mondiali paralimpici di Londra si laureò campionessa mondiale del getto del peso F32, mentre nel lancio della clava F32 conquistò la medaglia d'argento.
Nel 2019, dopo aver conquistato il titolo di campionessa mondiale nel lancio della clava F32 ai mondiali paralimpici di Dubai, il 27 aprile batté nuovamente il record mondiale in questa specialità con la misura di 27,28 m a Marrakech.

## Record nazionali
- Lancio della clava: 27,28 m ( Marrakech, 27 aprile 2019)

## Progressione

### Getto del peso F32
| Stagione | Misura | Luogo     | Data       | Rank. Mond. |
| -------- | ------ | --------- | ---------- | ----------- |
| 2019     | 5,96 m | Marrakech | 25-4-2019  | 5ª          |
| 2018     | 6,16 m | Marrakech | 28-4-2018  | 2ª          |
| 2017     | 6,12 m | Marrakech | 6-5-2017   | 2ª          |
| 2016     | 6,12 m | Słupsk    | 2-7-2016   | 1ª          |
| 2015     | 6,18 m | Doha      | 30-10-2015 | 1ª          |
| 2014     | 6,25 m | Grosseto  | 31-5-2014  | 2ª          |
| 2013     | 5,78 m | Lione     | 26-4-2013  | 4ª          |
| 2012     | 5,80 m | Sharja    | 19-3-2012  | 3ª          |
| 2011     | 5,42 m | Tunisi    | 29-6-2011  | 5ª          |

### Lancio della clava F32
| Stagione | Misura  | Luogo          | Data      | Rank. Mond. |
| -------- | ------- | -------------- | --------- | ----------- |
| 2019     | 27,28 m | Marrakech      | 27-4-2019 | 1ª          |
| 2018     | 26,26 m | Tunisi         | 24-6-2018 | 1ª          |
| 2017     | 24,52 m | Londra         | 14-7-2017 | 2ª          |
| 2016     | 26,93 m | Rio de Janeiro | 9-9-2016  | 1ª          |
| 2015     | 23,28 m | Tunisi         | 25-3-2015 | 1ª          |
| 2014     | 22,59 m | Birmingham     | 24-8-2014 | 1ª          |
| 2013     | 24,15 m | Lione          | 24-7-2013 | 1ª          |
| 2012     | 23,43 m | Londra         | 1-9-2012  | 1ª          |
| 2011     | 21,08 m | Christchurch   | 22-1-2011 | 1ª          |

## Palmarès
| Anno | Manifestazione       | Sede           | Evento                       | Risultato | Prestazione | Note                                     |
| ---- | -------------------- | -------------- | ---------------------------- | --------- | ----------- | ---------------------------------------- |
| 2011 | Mondiali paralimpici | Christchurch   | Getto del peso F32-34        | 11ª       | 5,08 m      |                                          |
| 2011 | Mondiali paralimpici | Christchurch   | Lancio della clava F31/32/51 | Oro       | 21,08 m     |                                          |
| 2012 | Giochi paralimpici   | Londra         | Getto del peso F32-34        | Bronzo    | 5,75 m      | F32                                      |
| 2012 | Giochi paralimpici   | Londra         | Lancio della clava F31/32/51 | Oro       | 23,43 m     | F32                                      |
| 2013 | Mondiali paralimpici | Lione          | Getto del peso F32-34        | 4ª        | 5,78 m      |                                          |
| 2013 | Mondiali paralimpici | Lione          | Lancio della clava F31/32/51 | Oro       | 24,15 m     | F32                                      |
| 2015 | Mondiali paralimpici | Doha           | Getto del peso F32           | Oro       | 6,18 m      | Miglior prestazione personale stagionale |
| 2015 | Mondiali paralimpici | Doha           | Lancio della clava F32       | Oro       | 22,58 m     |                                          |
| 2016 | Giochi paralimpici   | Rio de Janeiro | Getto del peso F32           | Oro       | 5,72 m      |                                          |
| 2016 | Giochi paralimpici   | Rio de Janeiro | Lancio della clava F32       | Oro       | 26,93 m     | Record mondiale                          |
| 2017 | Mondiali paralimpici | Londra         | Getto del peso F32           | Oro       | 5,86 m      |                                          |
| 2017 | Mondiali paralimpici | Londra         | Lancio della clava F32       | Argento   | 24,52 m     | Miglior prestazione personale stagionale |
| 2019 | Mondiali paralimpici | Dubai          | Getto del peso F32           | 5ª        | 5,64 m      |                                          |
| 2019 | Mondiali paralimpici | Dubai          | Lancio della clava F32       | Oro       | 24,45 m     |                                          |
| 2023 | Mondiali paralimpici | Parigi         | Lancio della clava F32       | Argento   | 27,01 m     |                                          |
| 2024 | Mondiali paralimpici | Kōbe           | Lancio della clava F32       | Argento   | 26,60 m     |                                          |
| 2024 | Giochi paralimpici   | Parigi         | Lancio della clava F32       | Argento   | 29,00 m     | Record africano                          |